# Apulija
Apulija (tal. Puglia) je regija u jugoistočnoj Italiji. Apulija graniči s regijama Molise na sjeveru, Kampanija na zapadu i Basilicata na jugozapadu. Sjeverna granica Apulije je kod Monte Gargana, poprište jedne od posljednjih bitki drugog Punskog rata
Apulija izlazi na dva mora - Jadransko na sjeveroistoku i Jonsko na jugoistoku. Poluotok Salento, ("peta" talijanske "čizme") cijeli pripada Apuliji, a time i cijela istočna obala Tarantskog zaljeva, te zapadna obala Otrantskih vrata. Na drugoj strani kanala, 80 km istočno, je Albanija. 
Površina regije je 19,345 km², a broj stanovnika po popisu iz 1991. iznosi 4,031,885.
Regija je podijeljena u pokrajine s istoimenim glavnim gradovima: Bari, Brindisi, Foggia, Lecce, i Taranto. U lipnju 2009. osnovana je pokrajina Barletta-Andria-Trani iz deset općina izdvojenih iz pokrajina Bari i Fogga, a ime nosi po tri grada koja dijele funkciju administrativnog središta novoosnovane pokrajine.
Glavni grad regije je Bari, a drugi veći centri su Alberobello, Conversano, Canosa di Puglia, San Giovanni Rotondo, Manfredonia, Martina Franca, Mesagne, Molfetta, Otranto, Santa Maria di Leuca, Trani, Barletta i Andria.
Apulija je uglavnom ravničarska, uz iznimku planinskog poluotoka Garagano te planina u sjevernom središnjem dijelu regije.
Poljoprivreda je važna grana privrede, a uzgajaju se masline, grožđe, žitarice, bajame (bademi), smokve, duhan. Od stoke, najzastupljenije su ovce, svinje, goveda i koze. Prehrambena industrija 
U zadnje vrijeme se i industrija ubrzano razvija. Proizvodi se naftni defivati, kemikalije, cement, željezo, čelik, plastika, prehrambeni artikli te vino
ribari love u Jadranskom moru te u Tarantskom zaljevu. Jedan od glavnih problema regije je nedostatak pitke vode, koja se crpi u rijeci Sele u Kampaniji i dovodi preko Apenina.
Sveučilišta su u Bariju i Lecceu.

## Povijest
U stara vremena se samo sjeverni dio regije zvao Apulija, dok se poluotok na jugu ("peta" talijanske "čizme") zvao Kalabrija. Prije dolaska Rimljana u 4. stoljeću pr. Kr., regiju su naselili Italski narodi te grčki kolonizatori. Nakon pada Rima, Apuliju su držali Goti, lombardi i Bizantinci. U 11. stoljeću, Apuliju osvajaju Normani, a Robert Guiscard 1059. godine osniva vojvodstvo Apuliju. Nakon normanskog osvajanja Sicilije krajem 11. stoljeća, Palermo postaje središte normanske vlasti, a Mufti (dotadašnje središte, zapadno od Apulije) i Apulija postaju tek provincije Kraljevstva Sicilije, a zatim Napuljskog Kraljevstva. Od kraja 12. stoljeća do ranog 13. stoljeća, Apulija je bila omiljeno boravište careva Hohenstaufen, posebno Frederika II., cara Svetog Rimskog Carstva.
Obalu Apulije su kasnije osvajali Turci i Mleci. Godine 1861., regija se pridružuje Italiji. Feudalizam se dugo zadržao u ruralnim područjima Apulije. Socijalne i agrarne reforme počele su se polako provoditi tek od 19. stoljeća, a zamah su uhvatile tek u 20. stoljeću.
Karakteristična apulijska arhitektura iz 11. do 13. stoljeća reflektira arhitekturu stare Grčke, arapsku arhitekturu, normansku arhitekturu te utjecaje Pise.

## Jezik
Službeni jezik (od 1861.) je talijanski. No, kao posljedica povijesti, odnosno života pod raznim osvajačima, u regiji se govore i mnogi drugi jezici. U sjevernom dijelu regije govori se dijalektom napolitanskog jezika, tzv. sjevernim Puljiškim (Pugliese) jezikom. Na jugu regije se govori dijalektom sicilijanskog jezika, tzv. Salentino. U izoliranim krajevima Salenta, govori se hibridnim jezikom Griko, koji potječe iz 9. stoljeća. Od vremena naseljavanja iz Albanije u 15. stoljeću, govori se u nekoliko sela Arbëreshë, dijalekt albanskog jezika. U nekim se zajednicama čak može čuti i dijalekt romanskog jezika Franco-Provençal.